# Austrotritia bifurca
Austrotritia bifurca är en kvalsterart som beskrevs av Wojciech Niedbała 2000. Austrotritia bifurca ingår i släktet Austrotritia och familjen Oribotritiidae. Inga underarter finns listade.